# Krekelprinia
De krekelprinia (Spiloptila clamans) is een zangvogel uit de familie Cisticolidae.

## Verspreiding en leefgebied
Deze soort komt voor van Mauritanië en Senegal tot Ethiopië.

## Status
De grootte van de populatie is niet gekwantificeerd maar de soort wordt omschreven als schaars tot plaatselijk algemeen. Op de Rode lijst van de IUCN heeft deze soort de status niet bedreigd.